# Kongsvinger Knights
Die Kongsvinger Knights sind ein 1961 gegründeter norwegischer Eishockeyklub aus Kongsvinger. Die Herrenmannschaft spielt seit 2019 in der dritthöchsten Spielklasse Norwegens, der 2. divisjon, und trägt ihre Heimspiele in der Kongshallen aus.  

## Geschichte
Der Verein wurde am 27. Januar 1961 von Rolf E. Johnsen, Ola Bie-Larsen, Ola Norstrøm, Odd Smedstad, Terje Martinsen und Trond Dahl gegründet. Im Jahr 2004 gelang der Mannschaft erstmals der Aufstieg in die zweitklassige 1. divisjon. In dieser spielte die Mannschaft bis zum Ende der Saison 2013/14, ehe der Aufstieg in die höchste Spielklasse, die GET-ligaen, gelang. Dort spielte der Verein bis zum Abstieg 2018.